# Satzung (Marienberg)
Satzung ist ein Ortsteil der sächsischen Stadt Marienberg im Erzgebirgskreis.

## Geografie

### Lage

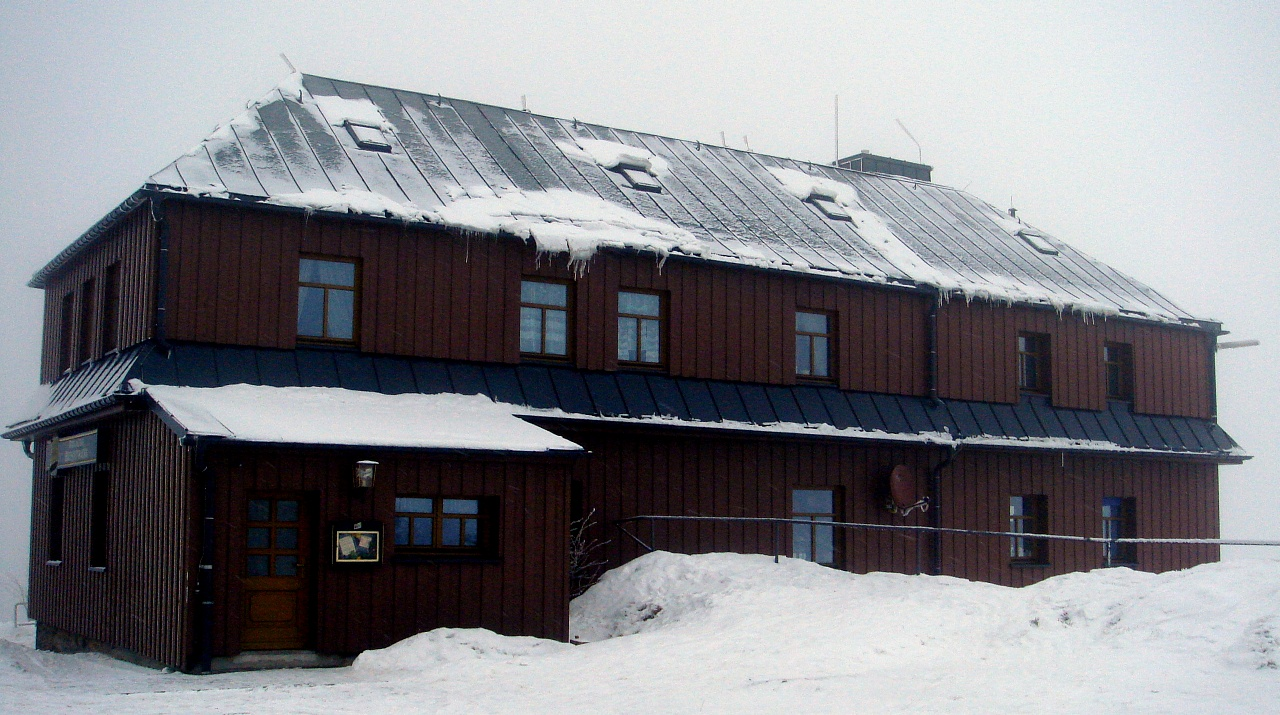
Hirtsteinbaude

Satzung liegt etwa 12 Kilometer südlich von Marienberg im Erzgebirge an der deutsch-tschechischen Grenze. Ausgedehnte Waldgebiete riegeln den Ort auf deutscher sowie auf tschechischer Seite gegenüber seinen Nachbarorten ab. Lediglich die Flur des aufgelassenen Ortes Jilmová (Ulmbach) im Osten grenzt unmittelbar an die von Satzung. Etwa 1 Kilometer nördlich des Ortszentrums liegt der 891 m ü. NN hohe Hirtstein, etwa 4 Kilometer südsüdwestlich, auf tschechischer Seite liegt der 993 m n.m. hohe Haßberg. Die östlich verlaufende Schwarze Pockau markiert hier gleichzeitig die Staatsgrenze. Durch den Ort führt die Kreisstraße 8104, welche Anschluss an die nördlich verlaufende Staatsstraße 216 Reitzenhain–Olbernhau gewährleistet.

### Nachbarorte
| Steinbach                          |                                             | Reitzenhain                                    |
| Schmalzgrube                       | Kompassrose, die auf Nachbargemeinden zeigt |                                                |
| Kryštofovy Hamry (Christophhammer) |                                             | Hora Svatého Šebestiána (Sankt Sebastiansberg) |

## Geschichte

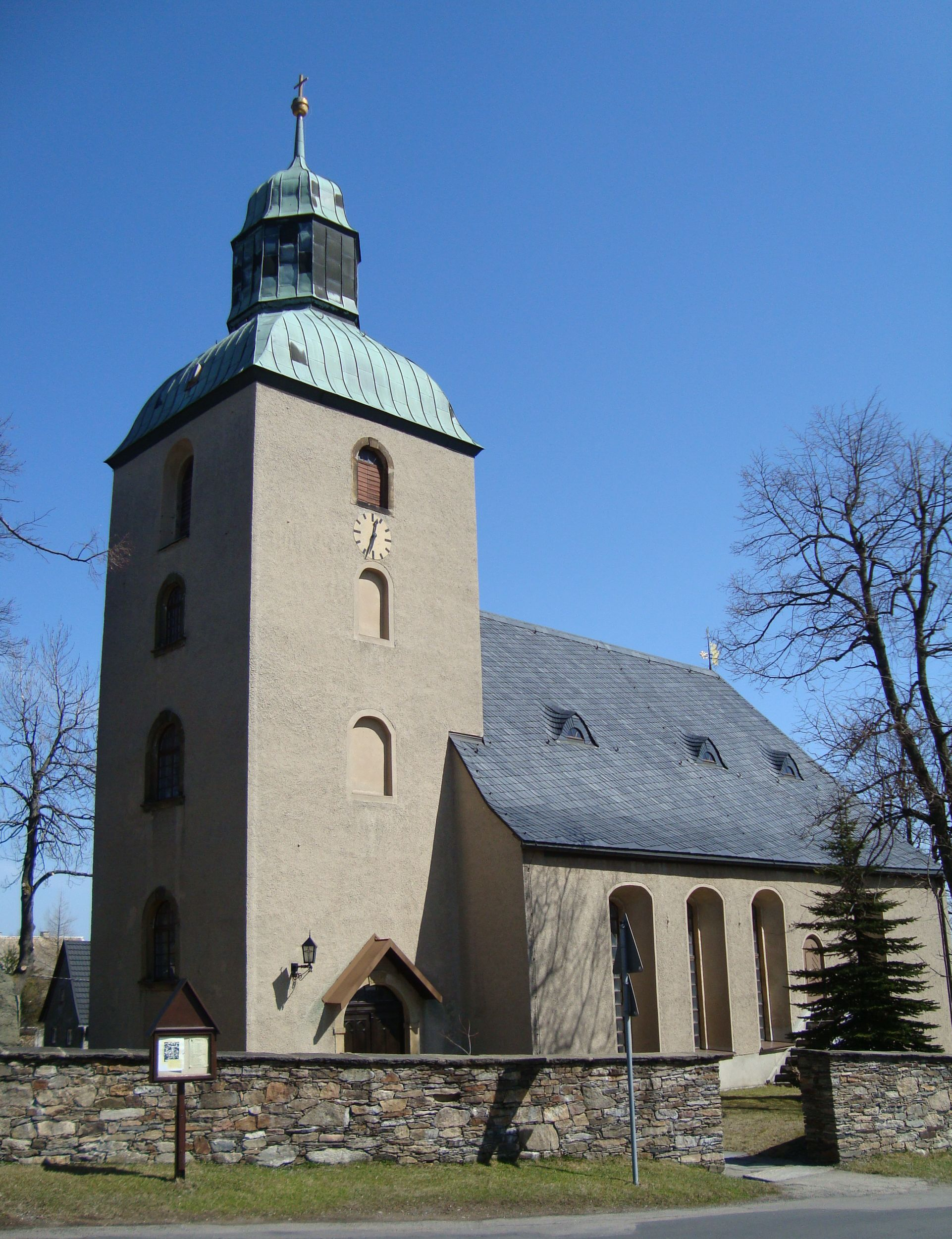
Dorfkirche Satzung – mit höchstgelegene evangelische Dorfkirche Deutschlands

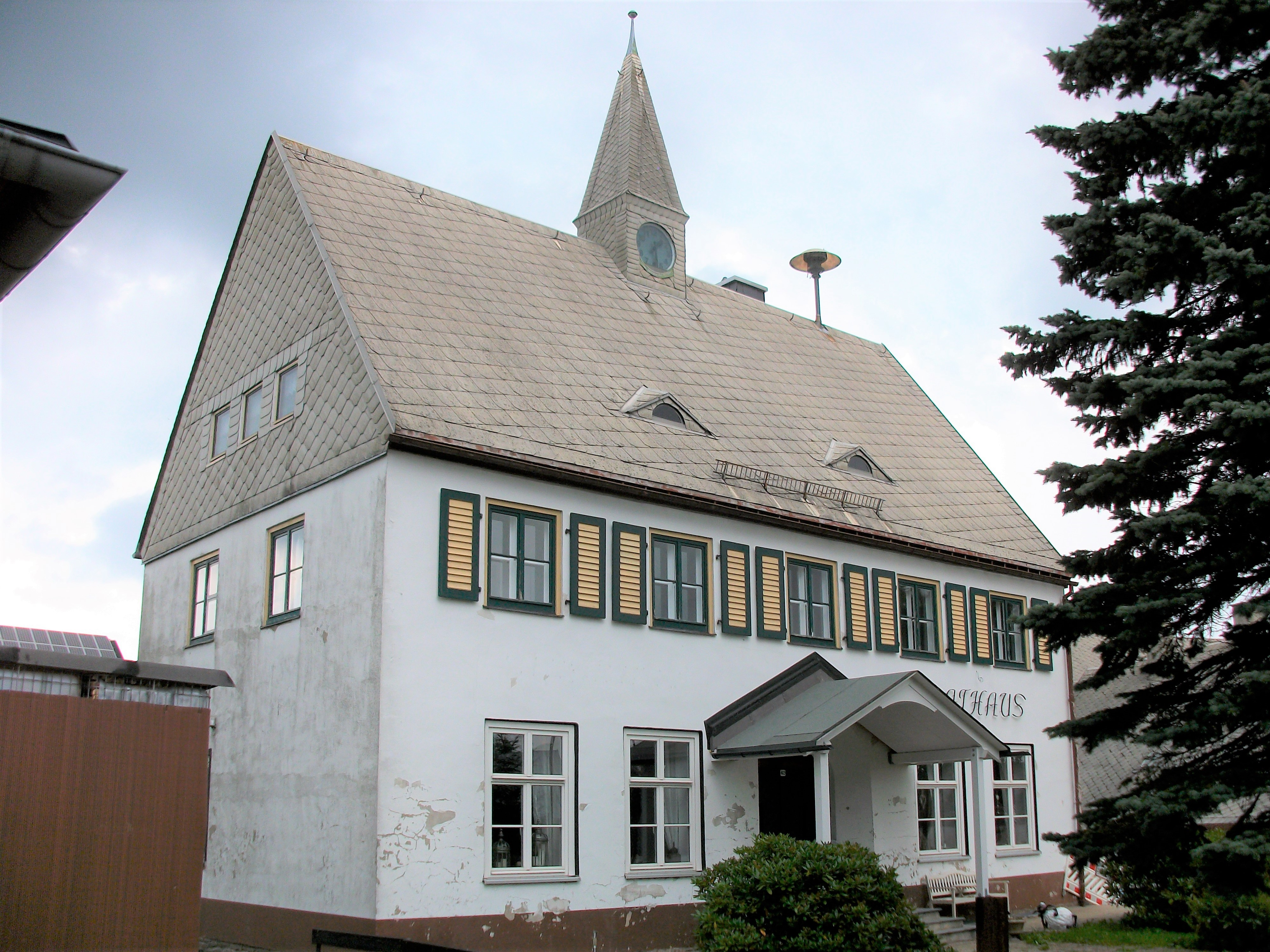
Rathaus Satzung

Die erste urkundliche Erwähnung des Ortes datiert aus dem Jahre 1501 – man schreibt den Ortsnamen zu dieser Zeit bereits wie den heutigen. Mit der Reformation 1536/37 gehörte Satzung zur Parochie Arnsfeld. Am 23. September 1573 wurde die Dorfkirche geweiht, durch Umbau in den Jahren 1754–56 erhielt diese ihre heutige Form. Nennenswert ist die auf dem Ostende des Daches befindliche, vergoldete Wetterfahne, welche einen Mann mit Rucksack und einem Kelch in der Hand zeigt. Er erinnert damit an Exulanten aus Böhmen, die hier Zuflucht fanden. Am 15. Januar 1967 wurde eine neue Orgel der Firma Jehmlich Orgelbau Dresden geweiht. 1584 wurde Satzung Filialkirche von Arnsfeld und schließlich, am 23. September 1639 eigenständige Parochie mit Steinbach als Filialkirche, bis dies 1901 ausgepfarrt wurde. Infolge des Kirchenkampfs wurden die Gottesdienste der Bekennenden Kirche zwischen 1937 und 1940 im nahegelegenen Wald oder in Privatwohnungen durchgeführt.
1777 erfolgte eine erste genaue Flur- und Grenzvermessung, bis zu diesem Zeitpunkt gab es regelmäßig Grenzkonflikte mit den böhmischen Herren von Hassenstein. Während der Napoleonischen Kriege zogen wiederkehrend französische, preußische und russische Truppen plündernd durch Satzung. Satzung gehörte bis 1856 zum Amt Wolkenstein. Wiederholt besetzen und plünderten während des Deutschen Krieges 1866 preußische Truppen den Ort. Ende des 19. Jahrhunderts war ein großer Teil der Einwohner als Hausierer tätig.
1910 wurde Satzung anerkannter Höhenluftkurort, 1915 erhielt er Anschluss an das Elektrizitätsnetz. In der Folge wurden 1927 eine Zufahrt zum Hirtstein und eine Bergbaude errichtet. Einen Rathausneubau erhielt der Ort 1939. Im März 1944 war der Ort durch heftige Schneefälle mit Verwehungen von der Außenwelt abgeschnitten, lediglich eine Versorgung aus der Luft war möglich.
1992 wurde auf dem Hirtstein der erste Bürgerwindpark Sachsens in Betrieb genommen.
Zum 1. Januar 1994 wurde aus den bis dahin selbstständigen Gemeinden Rübenau, Reitzenhain, Kühnhaide und Satzung die Gemeinde Hirtstein, mit Verwaltungssitz in Reitzenhain, neu gebildet.
Am 1. Januar 2003 wurde die Gemeinde Hirtstein nach Marienberg eingegliedert.

## Entwicklung der Einwohnerzahl
| Jahr | Einwohnerzahl                            |
| ---- | ---------------------------------------- |
| 1551 | 26 besessene Mann, 7 Inwohner            |
| 1764 | 46 besessene Mann, 44 Häusler, 5 ¾ Hufen |
| 1834 | 1.203                                    |
| 1871 | 1.543                                    |
| 1890 | 1.459                                    |
| 1910 | 1.172                                    |

| Jahr | Einwohnerzahl |
| ---- | ------------- |
| 1925 | 1.221         |
| 1939 | 1.101         |
| 1946 | 1.225         |
| 1950 | 1.192         |
| 1964 | 974           |
| 1990 | 741           |

| Jahr | Einwohnerzahl |
| ---- | ------------- |
| 2007 | 618           |
| 2014 | 553           |
| 2015 | 546           |
| 2016 | 536           |

## Trivia
Südlich von Satzung, direkt auf der Grenze zu Tschechien, befindet sich mit 899 m ü. NHN die höchste Erhebung des ehemaligen Mittleren Erzgebirgskreises. Hier befindet sich ein natürliches Latschenkiefernfeld.

## Persönlichkeiten

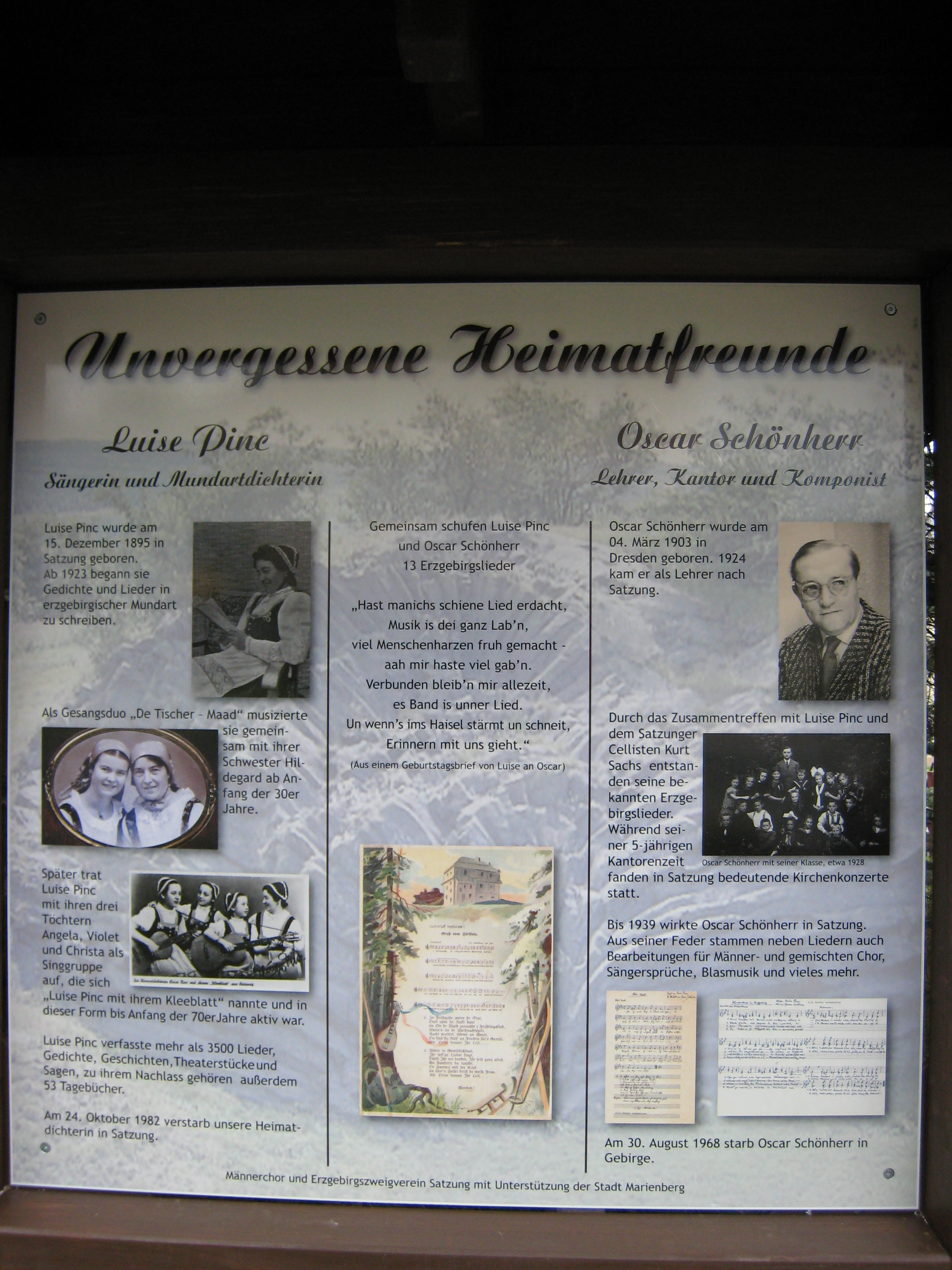
Gedenktafel Oscar Schönherr und Luise Pinc

### Persönlichkeiten, die in Satzung geboren wurden
- Luise Pinc (1895–1982), erzgebirgische Mundartdichterin und Sängerin.
- Erich Lang (1895–1940), Heimatdichter
- Horst Heidrich (1920–1992), Generalforstmeister der DDR und stellvertretender Minister für Land-, Forst- und Nahrungsgüterwirtschaft
- Gerhard Pfeifer (1921–2003), Kieferchirurg

### Persönlichkeiten, die in Satzung wirkten
- Oscar Emil Schönherr (1903–1968), Pädagoge, Komponist und erzgebirgischer Musiker